# Забусов, Ипполит Петрович
Ипполит Петрович Забусов (1872—1917) — русский зоолог, профессор Казанского университета.

## Биография
Родился 30 января (11 февраля) 1872 года в Санкт-Петербурге. Учился сначала в Симбирской гимназии, а затем в Казанской второй гимназии, которую и окончил в 1890 году. Осенью того же года поступил в Казанский университет, на отделение естественных наук физико-математического факультета. Уже студентом избрал себе специальность зоологию и работал в зоотомическом и физиологическом кабинетах и зоологическом музее, во главе которых тогда стояли профессора М. М. Усов, К. В. Ворошилов и Н. М. Мельников. Под руководством профессора Усова он выполнил в 1894 году исследование «Описание прямокишечных турбеллярии, водящихся в водах окрестностей Казани», удостоенное физико-математическим факультетом золотой медали.
После окончания курса с 1895 года оставлен при университете для приготовления к профессорскому званию по кафедре зоологии, сравнительной анатомии и физиологии, причем работы его сосредоточились в зоотомическом кабинете, под руководством профессора М. М. Усова и Э. А. Мейера. Летом 1895 года посетил Соловецкую биологическую станцию, для ознакомления с морской фауной, вообще и фауной турбеллярии в частности. Выдержав в 1897 году при физико-математическом факультете Петербургского университета испытание на звание магистра зоологии, 7 августа 1898 года он был зачислен в приват-доценты Казанского университета по кафедре зоологии, сравнительной анатомии и физиологии и с осени 1898 года читал ряд курсов по паразитологии, истории зоологии и сравнительной анатомии студентам физико-математического и медицинского факультетов.
Почти одновременно Забусов начал преподавать естественные науки и в Казанском реальном училище. Летом 1898 года Забусов работал на Севастопольской биологической станции, летом 1899 года был командирован за границу, для занятий на зоологических станциях в Виллафранке и Неаполе. В 1900 году защитил диссертацию на степень магистра зоологии на тему: «Наблюдения над ресничными червями Соловецких островов». В 1901 году был вторично командирован за границу, для участия в заседаниях 5-го международного зоологического конгресса в Берлине.
До 1916 года заведовал кафедрой зоологии в Казанском ветеринарном институте. В середине мая 1916 года, когда И. П. Забусов был утверждён профессором зоологии Казанского университета, у него произошло кровоизлияние мозга и была парализована вся левая сторона тела. Затем началось очень медленное улучшение, только осенью он начал говорить и мог передвигаться с чужой помощью. В течение осеннего полугодия И. П. Забусов медленно поправлялся, но свободно говорить и двигаться он не мог. В июле 1917 года он скончался от повторного кровоизлияния в мозг, которое произошло в Берсуте под Чистополем, куда он поехал отдыхать.

## Труды
- Отчет о заграничной командировке на три летних месяца 1899 года / [Соч.] Прив.-доц. И. Забусова Казань : типо-лит. Имп. ун-та, 1900
- Исследования по морфологи и систематике планарий озера Байкала : 1- Казань : Типо-лит. Ун-та, 1911